# Pont-à-Mousson
Pont-à-Mousson é uma comuna francesa na região administrativa de Grande Leste, no departamento de Meurthe-et-Moselle. Estende-se por uma área de 21,60 km², com 14 592 habitantes, segundo os censos de 1999, com uma densidade de 259 hab/km². Recebe as iniciais PAM do seu nome no grupo Saint-Gobain Canalização. 